# First Star
『First Star』（ファースト・スター）は、日本の女性アイドルグループ・Jewel☆Ciel（現：Gran☆Ciel）の楽曲、及び1枚目のオリジナルアルバムのタイトルである。このアルバムは2020年4月21日にArc Jewel（アクアルナ・エンターテイメント）から発売された。

## 背景・リリース
2019年12月21日に渋谷ストリームホールで行われた『Jewel☆Ciel 3rdワンマンLIVE -アシタミライ-』において本作の発売が発表され、同ライブのアンコールで表題曲が初披露された。
アルバムはBlu-ray Disc付きの初回限定盤（ARJ-1060）とCDのみの通常盤（ARJ-1061）の2形態がリリースされた。デビュー以降に発売された3枚のシングル曲に加え、配信限定でリリースしていたバンドAuroranoteカヴァー楽曲5曲に、3rdワンマンLIVEで披露した新曲『情熱の分子が一度揺れたら』『First Star』を収録。アルバム限定で『Lipstick』のデモVer『Early Lipstick』も収録されている。表題曲『First Star』のミュージックビデオは土屋隆俊が演出した。
本作の発売記念イベントとして、2020年3月15日にShibuya Milkywayにて『Jewel☆Ciel 1stAL「First Star」リリースParty』を開催。また発売前日の4月20日より、『First Star』『蒼の向こう』『ナツオト』が各種ストリーミング・ダウンロード配信サイトで配信開始された。

## 収録内容
（Jewel☆Ciel：天音七星・安藤笑・佐藤千花子・濱田菜々・夢咲りりあ）
| #   | タイトル                     | 作詞                       | 作曲                       | 編曲                 |
| --- | ---------------------------- | -------------------------- | -------------------------- | -------------------- |
| 1.  | 「Baby Summer」              | 多田慎也                   | 多田慎也                   | 島田尚               |
| 2.  | 「First Star」               | イイジマケン、ヨネヤマユキ | イイジマケン               | イイジマケン         |
| 3.  | 「ナツオト」                 | 吉水孝之                   | 三宅英明                   | 三宅英明             |
| 4.  | 「ピンバッジ」               | 吉田直生                   | 吉田直生                   | Auroranote、平田博信 |
| 5.  | 「情熱の分子が一度揺れたら」 | 藤島美音子、平田博信       | 平田博信                   | 平田博信             |
| 6.  | 「セブンスター」             | 吉田直生                   | 吉田直生、伊藤夢、平田博信 | Auroranote、平田博信 |
| 7.  | 「群青」                     | 吉田直生                   | 吉田直生                   | Auroranote、平田博信 |
| 8.  | 「蒼の向こう」               | 藤島美音子、平田博信       | 平田博信                   | 平田博信、吉田明広   |
| 9.  | 「Early Lipstick」           | 藤崎高寛                   | 藤崎高寛                   | 平田博信             |
| 10. | 「夏空」                     | 吉田直生                   | 吉田直生                   | Auroranote、平田博信 |
| 11. | 「ハミングバード」           | 吉田直生                   | 吉田直生                   | Auroranote、平田博信 |
| 12. | 「感動ナミダ」               | 平田博信                   | 平田博信                   | 平田博信             |
| 13. | 「閃光Believer」             | 堀江晶太                   | 堀江晶太                   | 三宅英明             |
| 14. | 「明日へ！」                 | イイジマケン               | イイジマケン               | イイジマケン         |
| 15. | 「アシタミライ」             | 吉水孝之                   | 三宅英明                   | 三宅英明             |

| #  | タイトル                                                   | 作詞 | 作曲・編曲 | 演出     |
| -- | ---------------------------------------------------------- | ---- | ---------- | -------- |
| 1. | 「蒼の向こう」(Music Video)                                |      |            | 岡川太郎 |
| 2. | 「ナツオト」(Music Video)                                  |      |            | 岡川太郎 |
| 3. | 「アシタミライ」(Music Video)                              |      |            | 土屋隆俊 |
| 4. | 「ふたりサイダー」(3rd one-man liveダイジェスト)           |      |            |          |
| 5. | 「情熱の分子が一度揺れたら」(3rd one-man liveダイジェスト) |      |            |          |
| 6. | 「Lipstick」(3rd one-man liveダイジェスト)                 |      |            |          |
| 7. | 「First Star」(3rd one-man liveダイジェスト)               |      |            |          |